# Carus

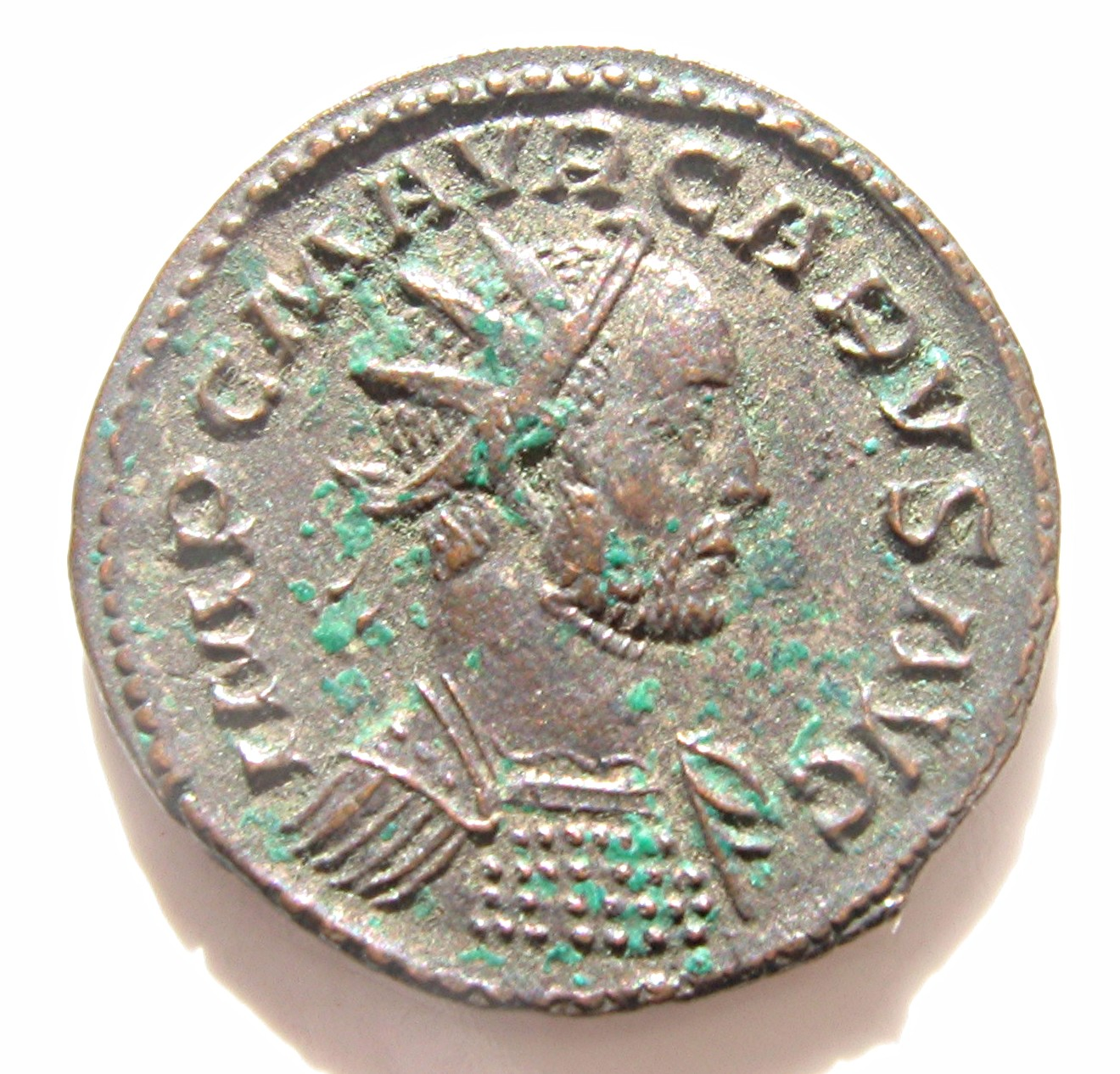
Mynt med bild av Carus

Carus (Marcus Aurelius Carus), född cirka 230 i Narbo, Illyrien[källa behövs], död juli/augusti 283 vid Ktesifon, var romersk kejsare september 282–juli/augusti 283.
Carus hade en bakgrund som soldat, och var praetorianprefekt. Han upphöjdes till romersk kejsare av sina soldater i september 282. Han utsåg sina söner Numerianus och Carinus till medkejsare. Samma år företog han ett fälttåg mot Persien, då han tog med Numerianus och lämnade Carinus i Rom som ställföreträdare.
Omständigheterna kring Carus död är oklara. Det sägs att han dödades av blixten, men det är inte osannolikt att hans soldater tog livet av honom. Han dog i varje fall vid Ktesifon i nuvarande Irak.